# Nino Frassica
Antonino « Nino » Frassica né le 11 décembre 1950 à Galati Marina est un acteur et personnalité de la télévision italienne. 

## Filmographie

### Télévision
- 2002 : Une vie de chien
- 2000 - en cours : Don Matteo, un sacré détective de Enrico Oldoini
- 2016 : Il coraggio di vincere de  Marco Pontecorvo.

### Cinéma
- 1983 : "FF.SS." - Cioè: "...che mi hai portato a fare sopra a Posillipo se non mi vuoi più bene?" de Renzo Arbore
- 1989 : Mortacci de Sergio Citti
- 1991 : Vacanze di Natale '91 d'Enrico Oldoini
- 1992 : Sognando la California de Carlo Vanzina
- 2004 : Tre giorni d'anarchia de Vito Zagarrio : docteur Puglisi
- 2009 : Baarìa de Giuseppe Tornatore
- 2013 : Cha cha cha de Marco Risi
- 2015 : Rendez-vous sur la lune (Sei mai stata sulla Luna?) de Paolo Genovese